# Plasztikai sebészet
A plasztikai sebészet egy sebészeti beavatkozás, amely helyreállítást vagy valamilyen módosítást jelent az emberi testen. Két fő típusa a rekonstruktív sebészet és a kozmetikai beavatkozások. A rekonstruktív műtétek célja, hogy helyreállítsák az adott testrészt, működőképessé tegyék azt. Ezzel ellentétben, az esztétikai beavatkozások a látszaton próbálnak segíteni. A plasztikai sebészetnek nincs konkrét definíciója mivel összefügghet más műtéti beavatkozásokkal is. Egy fontos jellegzetessége a plasztikai sebészetnek azonban, hogy tartalmazhat olyan beavatkozást, amely megköveteli, hogy szöveteket helyezzenek át a test egyik pontjából a másikba.

### Történelem
Körülbelül Kr. előtt 1600-ból van bizonyíték arra, hogy egy törött orrot plasztikai beavatkozással kezeltek. Később a rómaiak is alkalmazták ezt a beavatkozást sérült fülek gyógyítására. 
Az I. világháború után a plasztikai műtétek száma megsokszorozódott. A végtagvesztések és arcsebek kezelésére igyekeztek az orvosok minél megfelelőbb megoldást találni, és minél hamarabb helyreállítani azokat. Ettől a ponttól vált fontossá, és kezdett fejlődni a plasztikai sebészet azzá, amit ma ismerünk.

### Fajtái
- Ajakfeltöltés
- Arcfelvarrás
- Botox
- Hasplasztika
- Mellplasztika
- Orrplasztika
- Szemhéjplasztika
- Zsírleszívás

### Népszerűség
Ma már az egész világon elterjedt a plasztikai sebészet; vannak klinikák, amelyek kifejezetten erre szakosodtak. A világ több pontján vannak országok, amik híresek a plasztikai beavatkozásaikról.  Ilyen például a dél-koreai plasztikai sebészet és a törökországi plasztikai sebészet.

## Dél-koreai plasztikai sebészet

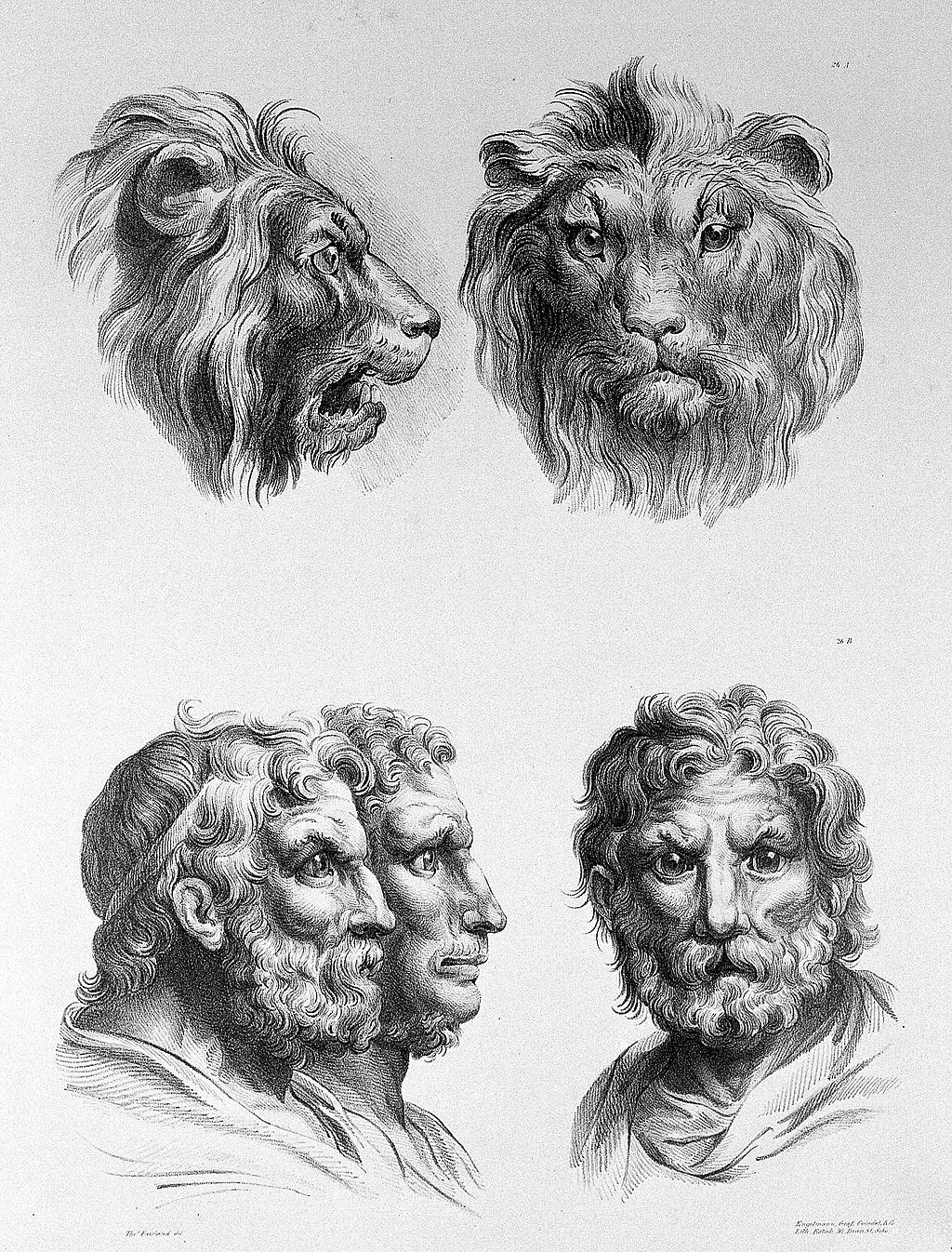
Charles Le Brun által készített fiziognómiai ábrázolás.

### Eredete
A fiziognómia olyan tudomány, mely az emberek arcvonásaiból von le következtetéseket, párhuzamot von a kinézet és a személyiség tulajdonságai között. Korea kiemelt érdeklődése a kinézet iránt, mely először a 7. században keltett figyelmet, a fiziognómiában találja alapjait. Ezt az általános érdeklődést azonban felerősítette az 1997-es gazdasági válság. Mivel különösen nagy volt a versengés a munkakeresők közt, egyre többen fordultak kozmetikai beavatkozáshoz, hogy növeljék esélyeiket a munkáltatóknál.

### A koreai szépségideál
A koreai szépségideál előtérbe helyezi a fiatalos megjelenést, mintsem az érett, felnőttes kinézetet. Esztétikai elvárás lett a hibátlan bőr, a karcsú arc, a V alakú állkapocs, és a hangsúlyos aegyo-sal (szem alatti hús, mely kidudorodik, mikor valaki mosolyog), mely kifejezetten a gyermekeknél jellemző. A növekedő koreai média ezen tulajdonságokat állítja be kívánatosnak, egyre szélesebb körben terjesztve a koreai ideált.

### Statisztika
Az elmúlt években a kozmetikai beavatkozás sokkal elfogadottabb lett Dél-Koreában. Ezzel Dél-Korea az első helyre jutott az egy főre eső kozmetikai beavatkozások rangsorában. Egy 2008-as felmérés alapján a fiatal koreai lányok 20%-a ment keresztül kozmetikai beavatkozáson. Olyannyira bevett szokás lett az esztétikai műtét Koreában, hogy Kim Yumi, a 2012-es Miss Korea szépségverseny nyertese is kozmetikai beavatkozásban vett részt a verseny előtt. A koreai kultúra általi nyomás és a társadalom általi elfogadottság miatt a kozmetikai beavatkozás gyakori ballagási vagy 18. születésnapi ajándékká vált, ezzel a statisztikákat tovább növelve.

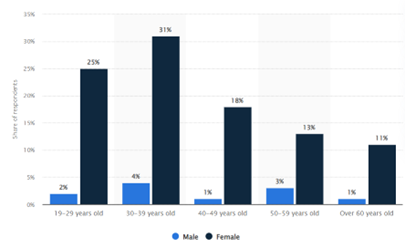
Válaszadók aránya, akik 2020-ban plasztikai műtéten estek át Dél-Koreában.

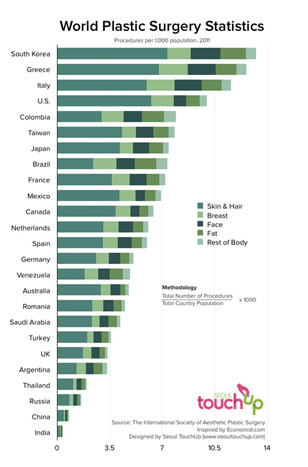
1000 főre jutó kozmetikai beavatkozásban részt vett emberek száma 2011-ben.

### Orvosi turizmus
Az orvosi turizmus az a folyamat, melynek keretében egy adott személy egy másik országba utazik azzal a céllal, hogy ottani plasztikai sebészeti beavatkozást vegyen igénybe. A K-drámák és a K-pop népszerűségének világszerte tapasztalható növekedésével számos ember választotta Dél-Koreát plasztikai műtéteik elvégzésére. „A dél-koreai plasztikai sebészet egyre népszerűbb az ország gyors, megfizethető, hatékony, biztonságos és magas színvonalú egészségügyi rendszere miatt.”
2019-ben összesen 211 218 turista látogatott el Dél-Koreába plasztikai műtétek miatt, 2009 és 2022 között pedig több, mint 3.27 millióan vettek igénybe hasonló szolgáltatást. Az orvosi turizmust a dél-koreai kormány a Medical Korea kezdeményezésén keresztül támogatja, amellyel rendszerszerűen fejleszti az egészségügyi rendszert, hogy vonzóbbá tegye a beavatkozásokat az érdeklődők számára.

## Felhasznált irodalom
1. ↑  Holland, Oscar: „From Ancient Egypt to Beverly Hills: A Brief History of Plastic Surgery.”, 2021. május 30. (Hozzáférés: 2024. április 24.)
2. ↑  Łuniewska, Aleksandra: „Top 10 countries for plastic surgery.”, 2023. április 22. (Hozzáférés: 2024. április 24.)
3. ↑  Davis, Chelsea: „Stanford scholar traces the roots of South Korea's cosmetic surgery surge.”, 2018. október 8. (Hozzáférés: 2024. április 24.)
4. ↑  Holliday, Ruth, Elfving-Hwang, Joanna (2012). „Gender, Globalization and Aesthetic Surgery in South Korea.”. Body & Society 18 (2), 58–81. o. DOI:10.1177/1357034X12440828.
5. ↑  Yi, Erin: „Just wait until you’re 18. Then I’ll fly you to Korea and we’ll get your eyelids done.”, 2022. január 23. (Hozzáférés: 2024. április 24.)
6. ↑  Marx, Patricia: „The World Capital of Plastic Surgery.”, 2015. március 16. (Hozzáférés: 2024. április 24.)
7. ↑  „South Korea Plastic Surgery Market Report and Forecast 2022–2027”, 2023. február 10. (Hozzáférés: 2024. április 25.)
8. ↑  Stevenson, Alexandra: „Plastic Surgery Tourism Brings Chinese to South Korea.”, 2014. december 24. (Hozzáférés: 2024. április 25.)
9. ↑  Kim, Hyŏngsup, Lee, Yŏngsub (2023). „South Korea’s Medical Tourism Competitiveness and Future Strategy: Focused on Cancer Treatment: A Review.”. Iranian Journal of Public Health 51 (12), 2484–2495. o. DOI:10.18502/ijph.v52i12.14310.
10. ↑  Sŏ, Byungro, Park, Samhun (2018). „Policies to Promote Tourism in Korea: A Narrative Review.”. Iranian Journal of Public Health 47 (8), 1077–1083. o.